# العلاقات الأفغانية الدومينيكانية
العلاقات الأفغانية الدومينيكانية هي العلاقات الثنائية التي تجمع بين أفغانستان وجمهورية الدومينيكان.

## مقارنة بين البلدين
هذه مقارنة عامة ومرجعية للدولتين:
| وجه المقارنة                                              | أفغانستان                    | جمهورية الدومينيكان |
| --------------------------------------------------------- | ---------------------------- | ------------------- |
| المساحة (كم2)                                             | 652.23 ألف                   | 48.67 ألف           |
| عدد السكان (نسمة)                                         | 34.94 مليون                  | 10.40 مليون         |
| الكثافة السكانية (ن./كم²)                                 | 53.57                        | 213.68              |
| العاصمة                                                   | كابل                         | سانتو دومينغو       |
| اللغة الرسمية                                             | اللغة البشتوية، اللغة الدرية | اللغة الإسبانية     |
| العملة                                                    | أفغاني                       | بيزو دومنيكاني      |
| الناتج المحلي الإجمالي (بليون دولار)                      | 20.82 مليار                  | 75.93 مليار         |
| الناتج المحلي الإجمالي (تعادل القوة الشرائية) بليون دولار | 62.62 مليار                  | 149.89 مليار        |
| الناتج المحلي الإجمالي الاسمي للفرد دولار أمريكي          | 594                          | 6.47 ألف            |
| الناتج المحلي الإجمالي للفرد دولار أمريكي                 | 1.93 ألف                     | 13.26 ألف           |
| مؤشر التنمية البشرية                                      | 0.479                        | 0.715               |
| رمز المكالمات الدولي                                      | +93                          | +1809، +1829، +1849 |
| رمز الإنترنت                                              | .af                          | .do                 |
| المنطقة الزمنية                                           | ت ع م+04:30                  | 00                  |

## منظمات دولية مشتركة
يشترك البلدان في عضوية مجموعة من المنظمات الدولية، منها:
| علم المنظمة | اسم المنظمة                        | تاريخ انضمام أفغانستان | تاريخ انضمام جمهورية الدومينيكان |
| ----------- | ---------------------------------- | ---------------------- | -------------------------------- |
|             | الاتحاد البريدي العالمي            | ?                      | ?                                |
|             | يونسكو                             | 4 مايو 1948            | 4 نوفمبر 1946                    |
|             | البنك الدولي للإنشاء والتعمير      | 14 يوليو 1995          | 18 سبتمبر 1961                   |
|             | وكالة ضمان الاستثمار متعدد الأطراف | 16 يونيو 2003          | 7 مارس 1997                      |
|             | مؤسسة التمويل الدولية              | 23 سبتمبر 1957         | 31 أكتوبر 1961                   |
|             | منظمة الشرطة الجنائية الدولية      | ?                      | ?                                |
|             | الأمم المتحدة                      | 19 نوفمبر 1946         | 24 أكتوبر 1945                   |
|             | مؤسسة التنمية الدولية              | 2 فبراير 1961          | 16 نوفمبر 1962                   |
|             | منظمة حظر الأسلحة الكيميائية       | ?                      | ?                                |

## وصلات خارجية
- موقع وزارة الخارجية الأفغانية